# أمجد ريان
أمجد ريان شاعر وناقد مصري وُلد عام 1953 لعائلة محافظة ومتدينة تحب الشعر والأدب حيث كان والده تلميذاً لعميد الأدب العربي طه حسين، فأحب الشعر وبدأ في كتابته في سن مبكرة، ونُشرت أوّل قصيدة له وهو في سن العشرين على صفحات جريدة المساء.
تخرج الشاعر أمجد ريان في قسم اللغة العربية وآدابها بكلية الآداب في جامعة القاهرة، ثم حصل على درجة الماجستير، ثم درجة الدكتوراه في النقد الأدبي، وأسس في سبعينيات القرن العشرين مجلة «إضاءة 77» مع زملائه الشاعر جمال القصاص٬ والشاعر رفعت سلام٬ والشاعر حسن طلب.

## مؤلفاته
ألف أمجد ريان العديد من المؤلفات التي تنوعت ما بين الدواوين الشعرية، والدراسات النقدية، ومنها:

### الدواوين الشعرية
- أغنيات حب للأرض: صدر عام 1972 عن دار شرقيات للنشر والتوزيع بالقاهرة.
- الخضراء: صدر عام 1978 عن دار شرقيات للنشر والتوزيع بالقاهرة.
- لا حدّ للصباح: صدر عام 1991 عن دار شرقيات للنشر والتوزيع بالقاهرة.
- أمسّ كائنا: صدر عام 1991.
- أيها الطفل الجميل اضرب: صدر عام 1990 عن دار شرقيات للنشر والتوزيع بالقاهرة.
- البيوت الصغيرة: صدر عام 2013 عن المجلس الأعلى للثقافة بالقاهرة.[4]
- بروفايل جانبي أمامي
- نوستالجيا: صدر عام 2002 عن الهيئة المصرية العامة للكتاب بالقاهرة.[5]
- تي شيرت واسع بكل الألوان: صدر عام 2018 عن الهيئة المصرية العامة لقصور الثقافة بالقاهرة.[6][7][8]

### الدراسات النقدية
- غالي شكري بين الحداثة وما بعد الحداثة
- تبادلات الذات والواقع في التجربة الرومانتيكية (عمر غراب نموذجًا)
- عن الإسراف في الخيال
- الصراع الجمالي بين المكتمل والمحتمل: صدر عام 2004 عن
- اللغة والشكل.. الكتابة التجريبية في الشعر العربى المعاصر.. علاء عبد الهادي نموذجا: صدر عام 1999 عن مركز الحضارة العربية للإعلام والنشر بالقاهرة.[9]
- رواية التحولات الاجتماعية.. «لا أحد ينام في الإسكندرية» لإبراهيم عبد المجيد نموذجا: صدر عام 2000 عن الهيئة المصرية العامة لقصور الثقافة بالقاهرة.[10]
- من التعدد إلى الحياد.. قراءة في نصوص شعرية جديدة: صدر عام 1997 عن الهيئة المصرية العامة للكتاب بالقاهرة.[11]
- فرجة جديدة.. بأي معنى.. قراءة في أعمال نبيل خلف المسرحية للأطفال
- درجة حرارة الغرفة - حيوية الوجود في رواية «عطلة رضوان» لعبده جبير: صدر عام 1999.[12]